# Kroatische Eishockeyliga 2007/08
Die Saison 2007/08 war die 17. Spielzeit der kroatischen Eishockeyliga, der höchsten kroatischen Eishockeyspielklasse. Meister wurde zum ersten Mal in der Vereinsgeschichte überhaupt der KHL Mladost Zagreb.

## Modus
In der Hauptrunde absolvierte jede der drei Mannschaften insgesamt vier Spiele. Alle drei Mannschaften qualifizierten sich für die Playoffs, in denen der Meister ausgespielt wurde, wobei der Erstplatzierte direkt für das Finale qualifiziert war. Für einen Sieg erhielt jede Mannschaft zwei Punkte, bei einem Unentschieden gab es einen Punkt und bei einer Niederlage null Punkte.

## Hauptrunde
|    | Klub                 | Sp | S | U | N | Tore  | Punkte |
| -- | -------------------- | -- | - | - | - | ----- | ------ |
| 1. | KHL Medveščak Zagreb | 4  | 4 | 0 | 0 | 35:9  | 8      |
| 2. | KHL Mladost Zagreb   | 4  | 2 | 0 | 2 | 24:23 | 4      |
| 3. | KHL Zagreb           | 4  | 0 | 0 | 4 | 12:39 | 0      |

Sp = Spiele, S = Siege, U = unentschieden, N = Niederlagen, OTS = Overtime-Siege, OTN = Overtime-Niederlage, SOS = Penalty-Siege, SON = Penalty-Niederlage

## Playoffs

### Halbfinale
- KHL Mladost Zagreb – KHL Zagreb 2:0 (5:0, 18:1)

### Finale
- KHL Medveščak Zagreb – KHL Mladost Zagreb 1:3 (3:8, 2:1, 2:3 n. P., 4:7)